# 大友夕可里
大友 夕可里（おおとも ゆかり、8月10日 - ）は、富山県を拠点に活動する日本のフリーアナウンサー。I.S.K所属。

## 来歴
富山県婦負郡八尾町（現・富山市）出身。
チューリップテレビで15年間アナウンサーを務めた後、2007年6月に同局を退社。以後は、司会業・講師業をメインにした活動を展開している。また2007年10月からは、富山エフエム放送（FMとやま）のパーソナリティを務めていた。

## 担当番組

### チューリップテレビ
- さてすた111[4]
- 富山とびきり木曜日 - リポーター[4]
- 富山が元気。見たモン勝ち2[4]
- トリプルワンカフェ[5]
- Oh!元気富山人 - リポーター[5]
- 金曜だいすき！ - 中継コーナー担当[6]
- CINEMA KING[1]
- 富山メモらナイト[1]
- ふるさとを語る[1]
- 新本兼之のLet's enjoy ゴルフ[1]
- 生活ナビテレビ[7]
- チューリップマガジン
- ニッポンど真ん中!
- Enjoyパークゴルフ

### FMとやま
- イブニング・ファイル